# Milano-Sanremo 1956
La Milano-Sanremo 1956, quarantasettesima edizione della corsa, fu disputata il 19 marzo 1956, per un percorso totale di 281 km. Fu vinta dal belga Alfred De Bruyne, giunto al traguardo con il tempo di 6h57'10" alla media di 40,416 km/h davanti a Fiorenzo Magni e Joseph Planckaert.
I ciclisti che partirono da Milano furono 203; coloro che tagliarono il traguardo a Sanremo furono 110.

## Ordine d'arrivo (Top 10)
| Pos. | Corridore         | Squadra       | Tempo    |
| ---- | ----------------- | ------------- | -------- |
| 1    | Alfred De Bruyne  | Mercier-BP    | 6h57'10" |
| 2    | Fiorenzo Magni    | Nivea-Fuchs   | a 46"    |
| 3    | Joseph Planckaert | Elvé-Peugeot  | a 50"    |
| 4    | Willy Vannitsen   | Faema-Guerra  | a 1'51"  |
| 5    | Donato Piazza     | Nivea-Fuchs   | s.t.     |
| 6    | Mario Baroni      | Nivea-Fuchs   | s.t.     |
| 7    | Germain Derycke   | Faema-Guerra  | s.t.     |
| 8    | Arrigo Padovan    | Atala-Pirelli | s.t.     |
| 9    | Giorgio Albani    | Legnano       | s.t.     |
| 10   | Stan Ockers       | Elvé-Peugeot  | s.t.     |